# 新幹線鉄道における列車運行の安全を妨げる行為の処罰に関する特例法
新幹線鉄道における列車運行の安全を妨げる行為の処罰に関する特例法（しんかんせんてつどうにおけるれっしゃうんこうのあんぜんをさまたげるこういのしょばつにかんするとくれいほう、昭和39年法律第111号）は、新幹線鉄道の列車の安全を妨害する行為の処罰に関する法律で、鉄道営業法に対する特別法である。公式略称は新幹線特例法。
国土交通省鉄道局施設課が所管し、法務省刑事局刑事課および警察庁刑事局刑事企画課と連携して執行にあたる。

## 内容
新幹線鉄道の列車がその主たる区間を200 km/h以上の高速度で走行できるため、鉄道営業法の特例を定めた法律である。制定当初は「東海道新幹線鉄道における列車運行の安全を妨げる行為の処罰に関する特例法」という題名であり、その名の通り東海道新幹線のみを対象としていたが、1970年（昭和45年）の全国新幹線鉄道整備法の制定に伴い、各新幹線が営業を開始するたびに適用できるよう改正された。「鉄道営業法」に該当する行為を新幹線に行った場合にこの法律が適用される。当然、同法よりも重く処罰される。

## 構成
- 1条 趣旨
- 2条 運行保安設備の損壊等の罪
新幹線の自動列車制御装置（ATC）、列車集中制御装置（COMTRAC、COSMOSなど）などの運行保安設備の損壊、操作等の禁止と処罰（5年以下の拘禁刑または5万円以下の罰金）
- 3条 線路上に物件を置く等の罪
新幹線の線路上への物件の放置や新幹線線路内への立ち入りの禁止と処罰（1年以下の拘禁刑または5万円以下の罰金）
- 4条 列車に物件を投げる等の罪
新幹線列車に対する物件の投擲または発射の禁止と処罰（5万円以下の罰金）
- 附則

## 適用区間
全国新幹線鉄道整備法附則第1項および第2項により、日本国有鉄道が営業を行っている東京都と大阪府とを連絡する新幹線鉄道、及び、この法律の施行の際、現に日本国有鉄道が建設を行っている大阪市と福岡市とを連絡する新幹線鉄道はこの法律による新幹線鉄道であること。及び、それ以外の新幹線鉄道は「新幹線鉄道における列車運行の安全を妨げる行為の処罰に関する特例法の規定を適用する新幹線鉄道の区間及び日を定める政令」（昭和47年政令第27号）により定めると規定されている。
- 東海道新幹線鉄道（東京都と大阪府とを連絡する日本国有鉄道の幹線鉄道であつて、その軌間が一・四三五メートルであるものをいう。）

| 名称                                                  | 区間                                   | 適用年月日 |
| ----------------------------------------------------- | -------------------------------------- | --- |
| 青森市と旭川市とを連絡する新幹線鉄道 （北海道新幹線） | 青森市と北斗市とを連絡する区間         | 2016年（平成28年）3月26日                                                                                     |
| 東京都と青森市とを連絡する新幹線鉄道 （東北新幹線）   | 大宮市と盛岡市とを連絡する区間         | 1982年（昭和57年）6月23日                                                                                     |
| 東京都と青森市とを連絡する新幹線鉄道 （東北新幹線）   | 東京都千代田区と大宮市とを連絡する区間 | 1985年（昭和60年）3月14日 （東京都千代田区と東京都台東区とを連絡する区間にあつては 1991年（平成3年）6月20日） |
| 東京都と青森市とを連絡する新幹線鉄道 （東北新幹線）   | 盛岡市と八戸市とを連絡する区間         | 2002年（平成14年）12月1日                                                                                     |
| 東京都と青森市とを連絡する新幹線鉄道 （東北新幹線）   | 八戸市と青森市とを連絡する区間         | 2010年（平成22年）12月4日                                                                                     |
| 東京都と新潟市とを連絡する新幹線鉄道 （上越新幹線）   | 大宮市と新潟市とを連絡する区間         | 1982年（昭和57年）11月15日                                                                                    |
| 東京都と大阪市とを連絡する新幹線鉄道 （北陸新幹線）   | 高崎市と長野市とを連絡する区間         | 1997年（平成9年）10月1日                                                                                      |
| 東京都と大阪市とを連絡する新幹線鉄道 （北陸新幹線）   | 長野市と金沢市とを連絡する区間         | 2015年（平成27年）3月14日                                                                                     |
| 東京都と大阪市とを連絡する新幹線鉄道 （北陸新幹線）   | 金沢市と敦賀市とを連絡する区間         | 2024年（令和6年）3月16日                                                                                      |
| 大阪市と福岡市とを連絡する新幹線鉄道 （山陽新幹線）   | 大阪市と岡山市とを連絡する区間         | 1972年（昭和47年）3月15日                                                                                     |
| 大阪市と福岡市とを連絡する新幹線鉄道 （山陽新幹線）   | 岡山市と福岡市とを連絡する区間         | 1975年（昭和50年）3月10日                                                                                     |
| 福岡市と鹿児島市とを連絡する新幹線鉄道 （九州新幹線） | 八代市と鹿児島市とを連絡する区間       | 2004年（平成16年）3月13日                                                                                     |
| 福岡市と鹿児島市とを連絡する新幹線鉄道 （九州新幹線） | 福岡市と八代市とを連絡する区間         | 2011年（平成23年）3月12日                                                                                     |
| 福岡市と長崎市とを連絡する新幹線鉄道 （西九州新幹線） | 武雄市と長崎市とを連絡する区間         | 2022年（令和4年）9月23日                                                                                      |

1. ↑  北海道新幹線の新中小国信号場 - 木古内駅間（82.0 km）は海峡線と共用。

## その他
- 山形新幹線（奥羽本線）と秋田新幹線（奥羽本線・田沢湖線）は法的には新幹線とはみなされない為、この法律は適用されない。
- 1972年5月17日、東海道新幹線が静岡県富士市市内で上り「ひかり68号」のパンタグラフが故障して立ち往生した。多数の乗客が長時間缶詰め状態となったため、仕出し弁当やジュースなどが用意されたが、電車に食料を届けようとした段階で、特例法で規制する線路内への立ち入りに抵触する恐れがあるなどから断念。停車してから6時間後、救援電車により三島駅まで引き出してからの積み込みとなった[3]。